# Manuel Antonio Rueda González
Manuel Antonio Rueda Gonzáslez (27 de agosto de 1921, Montecristi - 20 de diciembre de 1999, Santo Domingo) fue un escritor y pianista dominicano.

## Biografía
Manuel Rueda nació en Monte Cristi, República Dominicana, el 27 de agosto de 1921. Hizo estudios primarios en la escuela pública de su ciudad natal y los de bachillerato en el Colegio Dominicano De La calle, en Santo Domingo, graduándose de Bachiller en Filosofía y Letras. Se diplomó de concertista y profesor de música en el Liceo Musical a los quince años, y en 1939, al concluir su bachillerato, partió hacia Chile, país en el que perfeccionaría sus estudios musicales bajo la dirección de la afamada pianista Rosita Renard. Durante muchos años participó en el ambiente cultural de Santiago de Chile, y conoció a las máximas figuras de la época: Pablo Neruda, y sobre todo a Vicente Huidobro, padre del Creacionismo, cuya obra dejó en él una profunda huella.
En 1949, la revista Atenea, órgano de la Universidad de Concepción, publicó sus primeros poemas con prólogo del crítico chileno Hernán Díaz Arrieta (Alone), quien en su columna del diario El Mercurio, lo saludó como a un innovador de las letras. La obra, titulada Las noches, recibió también elogiosos comentarios de varios críticos chilenos. En ese mismo año apareció también Tríptico, escrito en colaboración con Irma Astorga y Víctor Sánchez Ogaz.
Durante su permanencia en Chile, en 1945, recibió el Premio «Orrego Carvallo», otorgado por el Conservatorio al mejor pianista de su promoción. Tras su graduación regresó a República Dominicana y fue nombrado Director del Liceo Pablo Claudio de San Cristóbal. Más tarde fue designado Profesor de los Cursos Superiores de Música en el Conservatorio Nacional de Santo Domingo, institución que dirigió durante casi veinte años.
Como educador e investigador, es responsable del Primer Curso de Pedagogía Musical en el Conservatorio y de la organización de la Educación Musical Escolar. Rescató del olvido las obras musicales dominicanas, dándolas a conocer en conciertos de canciones, realizando una verdadera antología del repertorio lírico dominicano, y recitales de obras para piano solo, también de autores criollos. Durante décadas fue maestro de piano y profesor de toda una generación de brillantes pianistas y educadores.
Junto al maestro Manuel Simó, el autor compuso la «Primera Misa Quisqueyana». Colaboró con el Obispado de Santiago de los Caballeros en la creación de un «Cancionero Litúrgico Dominicano», componiendo, además, numerosas canciones para la Iglesia, inspiradas en el folklore. Produjo obras para piano y para coro; un ciclo de canciones con letra de Gabriela Mistral, otro ciclo de canciones con letra propia, un «Pregón del Naranjero» (en colaboración con Simó), y varios himnos. Entre sus canciones más conocidas figuran un Ave María y un Padre Nuestro, «Tonada del Hombre con Pena» y los villancicos «Ha nacido el Salvador» y «Navidad, luz del Mundo».
En la vertiente de interpretación pianística, Rueda es una de las primeras figuras de República Dominicana. Su enorme capacidad artística se revela en su gran sentido de la musicalidad, su sólida formación conceptual, su aptitud para abordar las obras más difíciles de autores diversos y, sobre todo, por una recia personalidad que cautivaba en cada interpretación.
Fue invitado por la Orquesta Sinfónica de Panamá y la Orquesta Sinfónica de Puerto Rico, y por los organizadores del Festival Casals. Ofreció conciertos en La Habana y Matanzas, Cuba, durante el Festival de Carifesta. Representó su país en México, y en compañía de Rosita Renard y Armando Palacios realizó giras por Lima y Bogotá, que culminaron en Santo Domingo en 1944, año del Centenario de la República. Ofreció sus interpretaciones en el Carnegie Hall y el Alice Tull y Hall de New York.
En reconocimiento a su sobresaliente labor en el campo de la música, Rueda recibió numerosas distinciones y honores. Miembro Honorario de la Facultad de Ciencias y Artes Musicales de la Universidad de Chile. Medalla de Honor del Club de Música como intérprete más destacado, y en una ocasión formó parte del Jurado Internacional que otorga en Puerto Rico los Premios del «Concurso de Piano Jesús María Sanromá».
Paralelamente a su labor poética, el autor realizó una importante actividad como dramaturgo. En 1957 obtuvo el Premio Nacional de Literatura con su drama La trinitaria blanca, obra que marcó el inicio de una nueva concepción teatral de su país y la renovación de la escena dominicana con su impronta expresionista. El teatro de Rueda buscó siempre crear un símbolo, que era, para el autor, más completo que la imagen, el concepto y la situación misma. Por eso sus parábolas, entremeses, dramas y comedias, proponen símbolos de la condición humana a través de la familia, las costumbres, la tradición religiosa.
Sus obras teatrales -La trinitaria blanca, La tía Beatriz hace un milagro, Vacaciones en el cielo, Entre alambradas, El rey Clinejas, entre otras- poseen una carga poética indiscutible, pero, igual que en el teatro de García Lorca, la dinámica interna se impone a cualquier otro rasgo. La acción nunca decae en las obras del autor, y los diálogos, llenos de chispeante vitalidad y humor, comunican una visión del mundo de la que emana un hálito de esperanza.
Parte de su narrativa está contenida en Papeles de Sara y otros relatos (1985). La década de los setenta fue realmente fecunda para el poeta. Investigó los campos de República Dominicana, dando origen a sus obras Adivinanzas dominicanas (1970), y Conocimiento y poesía en el folklore (1971), publicados mientras se desempeñaba como Director del Instituto de Investigaciones Folklóricas de la Universidad Nacional Pedro Henríquez Ureña.
En 1970, fue nombrado Miembro de Número de la Academia Dominicana de la Lengua, correspondiente de la Española. Dos años más tarde publicó, en colaboración con Lupo Hernández Rueda, el primer tomo de la Antología panorámica de la poesía dominicana contemporánea, 1912-1962, obra que establecía una rigurosa tabla de valores de nuestra poesía, y cuyas notas, más que simples comentarios a los textos reunidos, constituyen verdaderos ensayos interpretativos que sentaron las bases para posteriores estudios críticos.
El año 1974 fue el más importante para el poeta. La noche del 22 de febrero pronunció su célebre conferencia en la Biblioteca Nacional, bajo el título de «Claves para una poesía plural», dejando inaugurada una nueva etapa en la literatura dominicana. El Pluralismo nació del talento creador de un artista integral que había comprendido que la literatura dominicana se hallaba empantanada y que la única manera de sacarla de su marasmo era resolviendo sus problemas a través de una renovación de procedimientos escriturales.
El Pluralismo, movimiento de vanguardia en el que hay ecos de otras corrientes literarias universales, nació para vincular la poesía con su fuente primigenia, la música, y ahí reside su originalidad. Fue un movimiento integrador en el que se dieron la mano tradición y modernidad, originando una poesía de nuevos alcances fonéticos, emocionales y rítmicos. El Pluralismo —cuyos antecedentes más cercanos los encontramos en los caligramas de Apollinaire, la poesía concreta brasileña y los aportes poéticos de Octavio Paz— surgió para liberar al verso de la paralización en que lo había sumido la práctica rutinaria de la poesía lineal. Rueda creó una especie de pentagrama poético -o bloque, como lo denominó-, constituido por elementos gráficos y sonoros que permiten cadenas de asociaciones de múltiples significados. Las palabras, a su entender, son células polisémicas capaces de generar infinitas posibilidades combinatorias. El poema, en el contexto pluralista, no se estructura a partir de la razón ni del sentimiento, sino del lenguaje por medio de un acorde generador.
En 1975, publicó Con el tambor de las islas. Pluralemas, obra de enorme impacto que recoge las primeras experiencias pluralistas, a las que tanto deben muchos poetas dominicanos de las últimas promociones. Al año siguiente vio la luz Por los mares de la dama, libro esencial en la trayectoria del autor. Por la calidad y diversidad de los textos reunidos. y por la armoniosa integración de poemas experimentales, con muchos otros que prueban la madurez de su poesía de siempre. En ese libro extraordinario figura el poema «A la luz de las Crónicas», en el que su autor nos ofrece una admirable versión del hallazgo de Cristóbal Colón. 
Aunque se trata de un poeta que poseía una descarnada visión de la sociedad y de su tiempo, y que sabía captar como pocos la tragedia de un pueblo enfrentado a la injusticia y la humillación, víctima de carencias y deformaciones terribles, su obra va más allá de las fórmulas en boga y abarca un amplio registro de facetas, con soluciones formales que van del soneto al experimentalismo más audaz. Es la suya una poesía que, lejos de todo programa, consigna de partido o alquimia de laboratorio, busca llegar a las esencias mismas de ese misterioso quehacer de alcance insospechado, que fue una de sus grandes pasiones vitales.
En 1979 apareció Las edades del viento obra que incluye sonetos y otros textos escritos muchos años antes, como ocurre con «Los caminos y el grito», sección en la que retomaba el aliento metafísico de «La criatura terrestre» para darnos su noción del pecado original, la búsqueda del padre, la ausencia de Dios en momentos cruciales.
Sus textos nos aproximan a realidades desagradables pero verdaderas: un accidente aéreo, la muerte de un amigo, el arrepentimiento que produce la hartura en una sociedad donde campean el hambre, la pornografía y la corrupción. Rueda se enfrentaba a la tradición poética y, negándola porque la conocía, se aprestaba a construir un nuevo concepto, una nueva forma de expresión. Por eso, en «Palabras para rehacer el mundo» la poesía deja de ser un reflejo íntimo de las cosas, para convertirse en un medio adecuado para hacerlas.
La obra literaria de Manuel Rueda siguió creciendo e imponiéndose la cultura dominicana. En 1994 publicó la crónica Bienvenida y la noche, que versa sobre el matrimonio de Rafael Leónidas Trujillo con Bienvenida Ricardo en Monte Cristi, a fines de los años veinte; en 1996 el drama en dos actos Retablo de la pasión y muerte de Juana La Loca, con el cual el Instituto de Cooperación Iberoamericana le confirió el prestigioso Premio Tirso de Molina en 1995 y en 1998 Las metamorfosis de Makandal, extenso poema en que el mito sirve para profundizar en los conflictos y lacras más urticantes de la sociedad dominicana.
A lo largo de casi tres lustros, el poeta, en su condición de Director del suplemento Isla Abierta, del periódico Hoy, publicó, bajo el título de «Una Voz», sus trabajos periodísticos, que contienen las palpitaciones culturales de nuestro país.
Por sus decisivas contribuciones a las letras dominicanas durante toda una vida de fecunda labor, Manuel Rueda recibió el Premio Nacional de Literatura 1994, concedido por la Fundación Corripio y la Secretaría de Estado de Educación, Bellas Artes y Cultos.
Según José Alcántara Almánzar, discípulo y amigo, «Manuel Rueda pasó el último año de su vida confinado en su hogar, aquejado de un cáncer que había hecho metástasis en varios órganos, sufriendo sin quejarse de los malestares del proceso, lejos de una mundanidad en la que había estado inmerso y a la que dedicó muchas energías. Pero el mal, ya irremediable, le atrapó en la hora del desencanto, en el momento de saber por fin quiénes eran sus verdaderos amigos. Permanecía en silencio durante horas, sentado en la galería de su apartamento de la avenida Pasteur, donde las hojas de los almendros susurraban la despedida, en espera de un visitante amigo que tal vez no llegaría, indiferente a los libros y alejado del piano, pero todavía pendiente del mundo a través de sus sentidos, con muchos proyectos entre manos, porque nunca perdió la creatividad ni esa lucidez de los seres privilegiados. Falleció en Santo Domingo, la tarde del 20 de diciembre de 1999, a los 78 años de edad. Ahora nos queda recordarlo como era, con sus pasiones, sus luces y sombras, y deleitarnos con la lectura de su magna obra, que constituye un monumento de la literatura en lengua española».

## Obras
- Las noches, poemas, 1949, 1953
- Tríptico, poemas, 1949
- La trinitaria blanca, drama, 1957
- La criatura terrestre, poemas, 1963
- Teatro, Drama, 1968
- Adivinanzas dominicanas, 1970
- Conocimiento y poesía en el folklore, ensayos, 1971
- Antología panorámica de la poesía dominicana 1912-1962, editado por Lupo Hernández Rueda, 1972
- Con el tambor de las islas. Pluralemas, 1975
- Por los mares de la dama, poemas, 1976
- La prisionera del alcázar, 1976
- Las edades del viento, poemas, 1979
- El rey Clinejas, drama, 1979
- Todo Santo Domingo, 1980
- Papeles de Sara y otros relatos, narraciones, 1985
- De Tierra morena vengo (con Ramón Francisco), el fotógrafo Wilfredo García (Wilfredo García) y el pintor Ramón Oviedo
- Congregación del cuerpo único, poemas, 1989
- Materia del amor, 1994
- Bienvenida y noche, novela, 1995
- Retablo de la pasión y muerte de Juana la Loca, drama, 1996
- Dos siglos de literatura dominicana (ver XIX y XX). Poesía y prosa, editado por José Alcántara Almánzar, 1996
- Imágenes del dominicano, 1998
- Las metamorfosis de Makandal, 1998
- Antología mayor de la literatura dominicana (Siglos XIX-XX). Poesía y prosa, editado por José Alcántara Almánzar, 2001
- Comentarios musicales, editado por Mons. Rafael Bello Peguero, 2001
- Una voz, selección de Andrés Blanco Díaz, Fundación Corripio Inc., 2001
- Luz no usada, estudio preliminar de José Alcántara Almánzar, 2005